# Westerheim (Bawaria)
Westerheim – miejscowość i gmina w Niemczech, w kraju związkowym Bawaria, w rejencji Szwabia, w regionie Donau-Iller, w powiecie Unterallgäu, wchodzi w skład wspólnoty administracyjnej Erkheim. Leży w Szwabii, około 5 km na zachód od Mindelheimu, przy autostradzie A96, drodze B18 i linii kolejowej Memmingen – Monachium.

## Demografia
| Rok  | Liczba mieszk. |
| ---- | -------------- |
| 1970 | 1 697          |
| 1987 | 1 679          |
| 2000 | 2 060          |

## Polityka
Wójtem gminy jest Christa Bail, rada gminy składa się z 14 osób.
|      | FW | Wählergruppe Günz | Gemeinsame Liste | Razem |
| 2008 | 5  | 5                 | 4                | 14    |
| 2002 | 5  | 5                 | 4                | 14    |

## Oświata
W gminie znajduje się 2 przedszkola oraz szkoła (8 nauczycieli i 139 uczniów).